# エドガータウン (マサチューセッツ州)
エドガータウン（英: Edgartown）は、アメリカ合衆国マサチューセッツ州の町。デュークス郡の郡庁所在地である。人口は5,168人（2020年）で、郡内最大である。マーサズ・ヴィニヤード島に位置している。

## 歴史

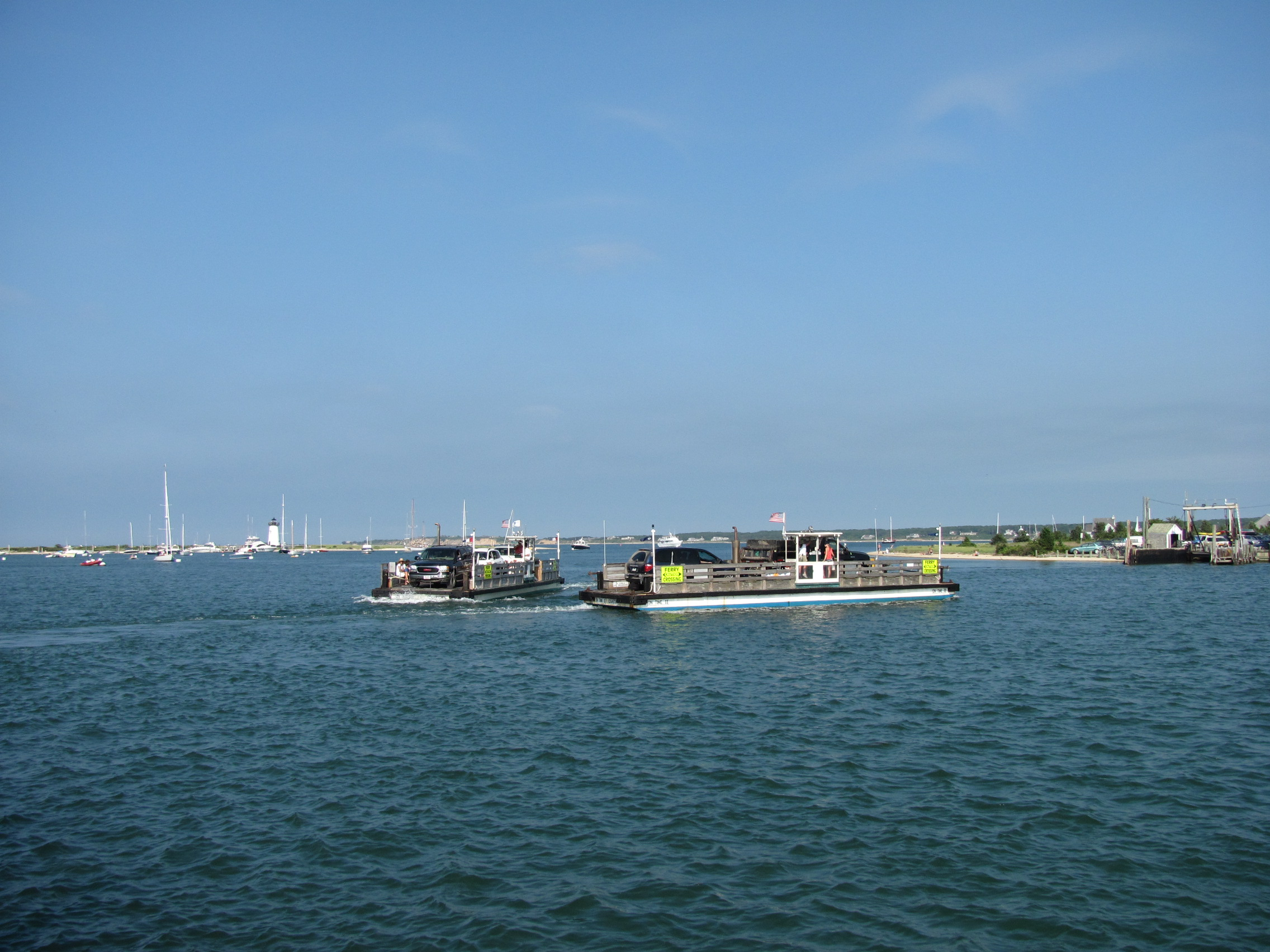
「チャッピー・フェリー」、チャパキディック島に渡る渡し船

1642年、トマス・メイヒュー・ジュニア牧師の父トマス・メイヒューがマーサズ・ヴィニヤード島の土地を購入した後、牧師が植民地を開くために一群の家族を率いて島に渡った。当初は「グレート・ハーバー」と呼ばれていたこの地が1671年に「エドガータウン」として法人化され、ティスベリーと共に島で最初の2町の1つとなった。町の名はイングランド王ジェームズ2世の息子エドガーに因んで名付けたものだったが、エドガーは1671年に満3歳で夭折した。
メイヒュー牧師はエドガータウンに入植した後で、プロテスタントを広めるための最初の教会組織を作る仕事を始めた。近くに住んでいたハイアクームズという名のワンパノアグ族インディアンが、インディアン社会の中に教会を設立する共同事業者となった。
1800年代、エドガータウンは捕鯨産業の主要港として知られた。世界中の船がその待避所のある港に入って来た。船長たちは家族のために大きな邸宅を建て、その最上階には「未亡人の歩道」と呼ぶ港を見下ろす部屋を作った。船長の妻たちはこの小さな部屋から何か月も海を眺め、夫を載せて帰って来る船の帆が見えることを期待しているという伝説ができた。「未亡人の歩道」がこの目的のために造られ通常に使われたという証拠はほとんど、あるいは全くない。それは住居の煙突の周りに造られることが多く、煙突が火事になった場合に住人が砂を落として火事の延焼を防ぐために容易に煙突に近づける道を作っていた。
捕鯨産業から得られる油の代替品が安価に得られるようになると、捕鯨産業は衰退を始めた。20世紀の初めまでに捕鯨を通じて一時代を作ったこの小さな町の運命も終わった。今日のエドガータウンは観光で知られる。1969年にテッド・ケネディのチャパキディック事件が起きたチャパキディック島も近い。

## 観光

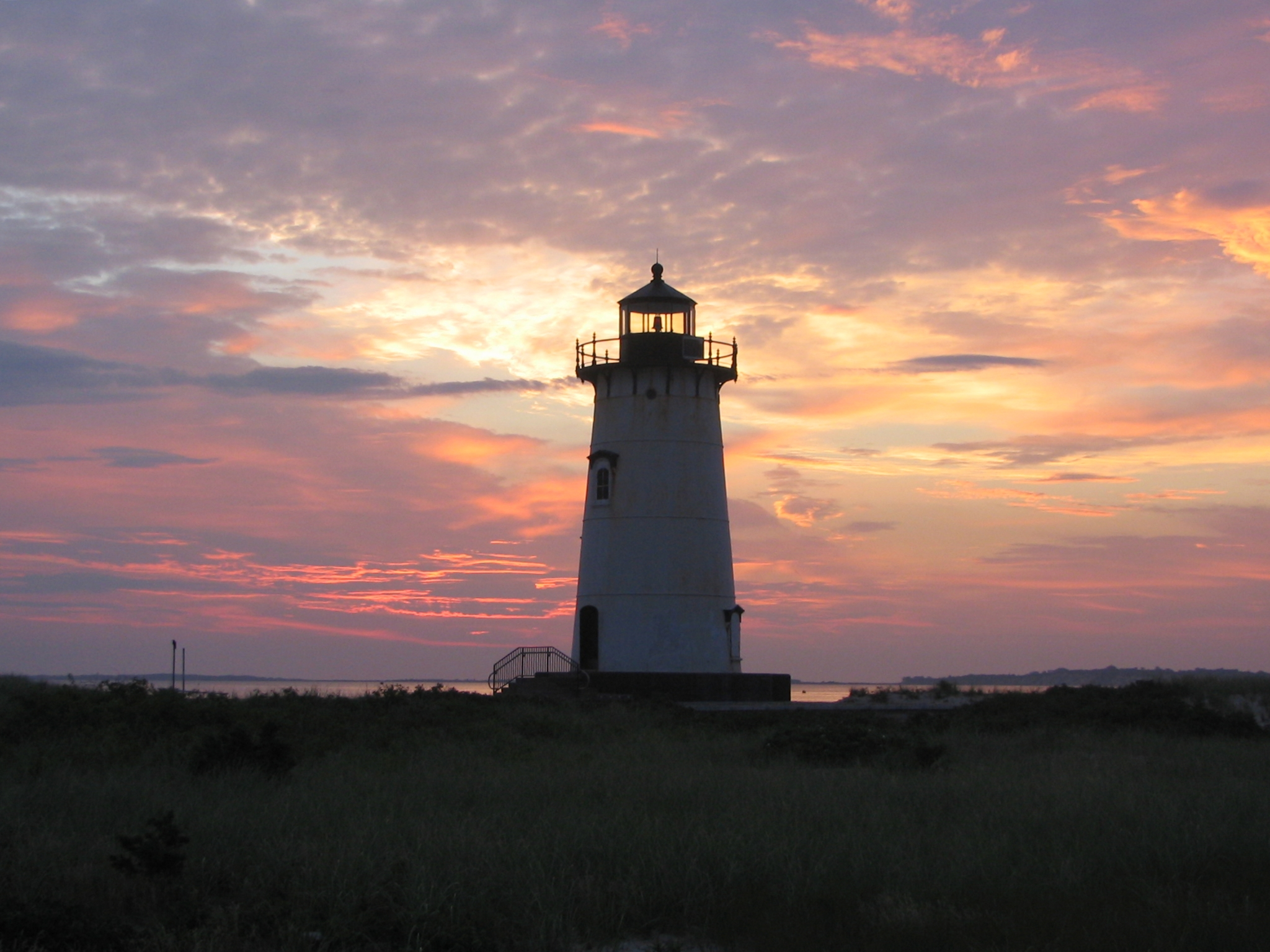
エドガータウン港灯台。島にある5つの灯台の1つ。港の開口部に位置し、ハーバービュー・インに隣接する地域にノースウォーター通りを北に歩くと見られる

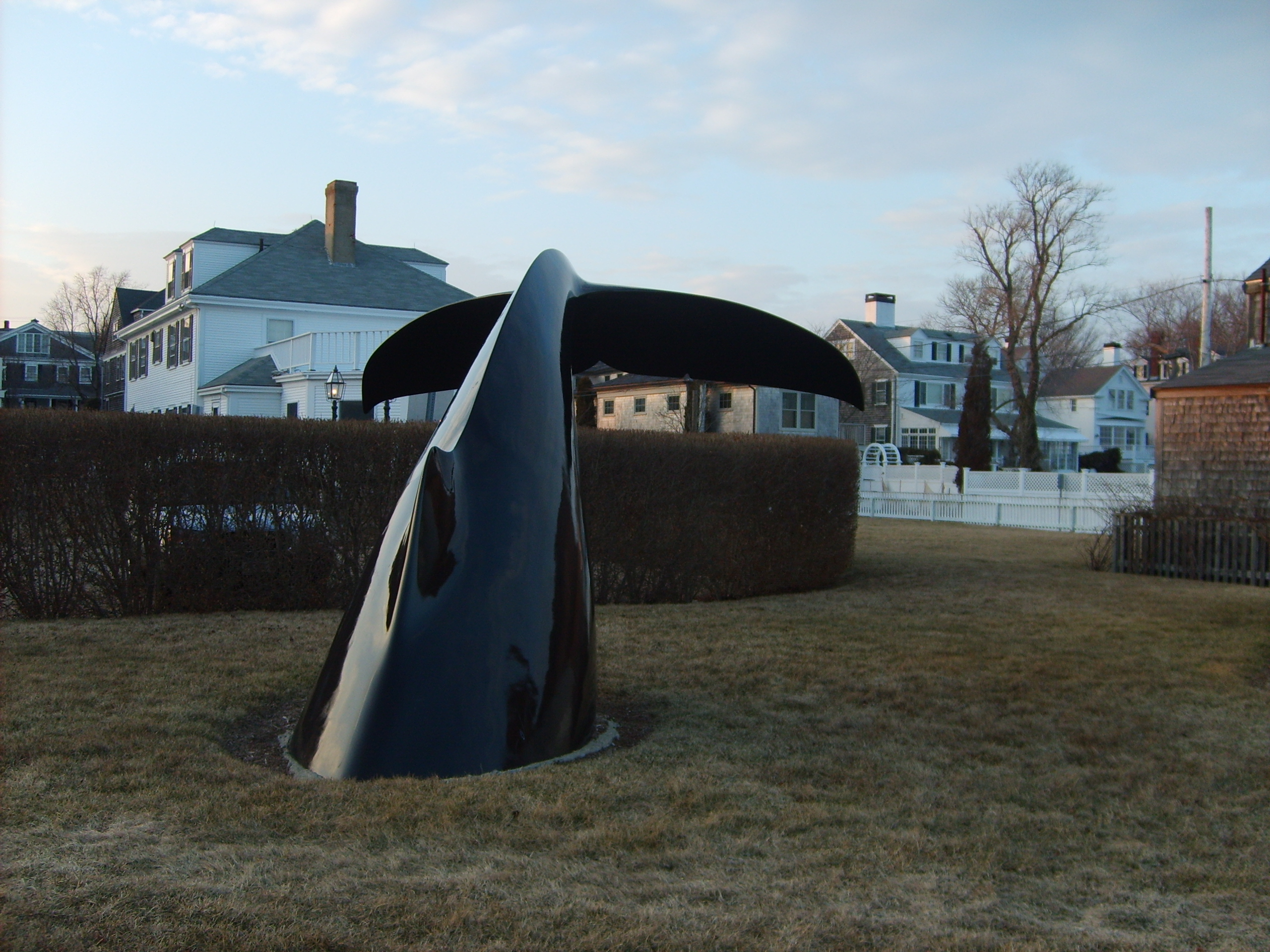
中心街にあるクジラの尾の彫刻

エドガータウンは古い捕鯨港だったが、現在は夏の保養地と観光地になっており、捕鯨船の船長や前世紀の著名人が建てた多くの家屋が並んでいる。過去25年間で人口が増加し、これら古い家屋を一斉に改装する時代となった。港に沿ったウォーター通りはこれら多くの「船長の家」が並ぶ所であり、通りの両側にある。町は歴史的建造物の大改装を奨励もしてきた。その動きの中で、18世紀の大きな捕鯨教会が芸能センターに転換され、隣接するダニエル・フィッシャー邸が様々な社交的機能に使われている。町の建築物と言う観光資源に加えて、徒歩や自転車で容易に動き回ることのできる町は、観光客を惹きつけている。
エドガータウンはスティーヴン・スピルバーグ監督の1975年のヒット映画『ジョーズ』の舞台になったアミティの町の撮影に使われた。映画に写されている多くの目印や建物が今も町で見られる。
ウォーター通り北端にあるエドガータウン港灯台が港の入り口である。この港は大きく、エドガータウンの北側にあるそこそこの大きさの水路から入ることになる。港の南にカタマ湾が開き、さらに南の大西洋に面したところはチャパキディック島の南が砂州でエドガータウンに繋がれることがある。この砂州は2007年の嵐のときには切れていた。これが切れた時にはカタマ湾とエドガータウン港の流れが3ノット (5.6 km/h) ほどになる。砂州があることで大小の船を多く係留できることになる。港には大型の帆船やモーターボートが入ることができるが、大型船舶やヨットは港の外に停泊する。
サウスビーチはマーサズ・ヴィニヤード島の東端にあるエドガータウンから西端のアクィナまで全長にわたってのびる海浜である。エドガータウンの中心からは約2.5マイル (4 km) にある。そこは大きな観光地となっており、エドガータウンでは駐車場も豊富であり、一般に公開されている。

## 地理
アメリカ合衆国国勢調査局に拠れば、市域全面積は122.7平方マイル (318 km2)であり、このうち陸地27.0平方マイル (70 km2)、水域は95.8平方マイル (248 km2)で水域率は78.01%である。エドガータウンの陸地面積はマサチューセッツ州351市町の中で第103位、デュークス郡では第1位である。北東から東はナンタケット・サウンド、南は大西洋、西はウェストティスベリー町、北はオークブラフス町に接している。ティスベリー町とは点で接触しており、ウェストティスベリー町、オークブラフスとの境界線が十字に交差している。

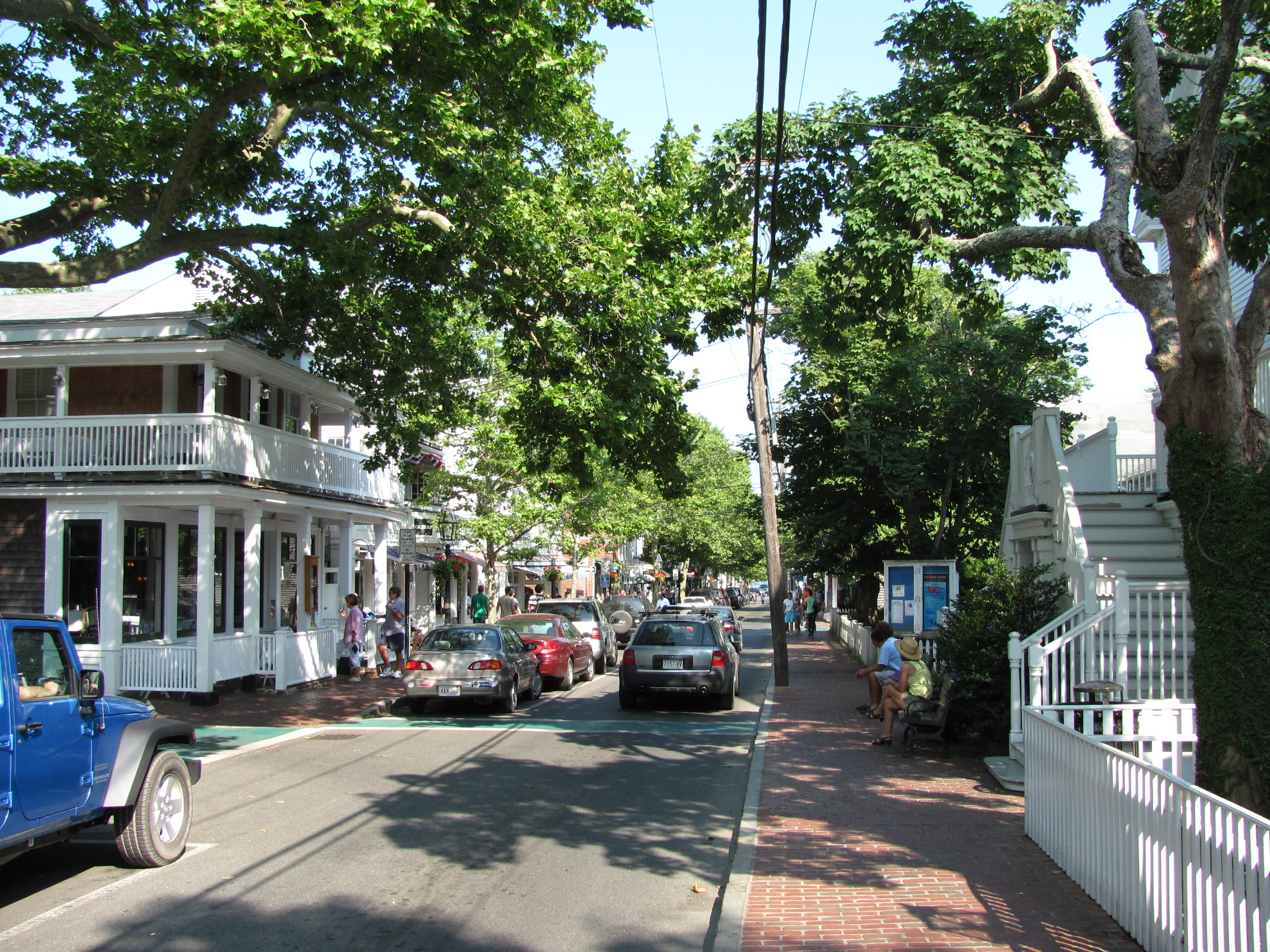
メインストリート

エドガータウンはマーサズ・ヴィニヤード島の東端にある。船が東に向かうと経度が減っていくので、古くからの海洋に生きる者の言い方で「ダウン・イースト」と呼ばれることから、エドガータウンの位置は「ダウン・アイランド」と言われることがある。
エドガータウンの町内にはチャパキディック島を含んでおり、その南端は砂州で本島に繋がれることもあれば、嵐で切られることもある。この島とはエドガータウン港とカタマ湾で隔てられている。ナンタケット島の手前にあるマスケゲット島にも近く、チャパキディック島の南東端にあるワスク・ポイントからは東に7マイル (11 km) にある。
カタマはエドガータウンの南中部の一帯である。海浜以外にカタマ・エアパーク、カタマ・ファーム、ヘリング・クリーク・ファーム、さらにリゾート2か所がある。エドガータウンにはマヌエル・F・コレラス州有林の半分が入っており、隣のウェストティスベリー町まで伸びている。ビーチが9か所、ヨットクラブ、保護地や保存地も数か所ある。チャパキディック島の南岸に沿ったワスク保存地、同島の東海岸に沿ったケープポーグ野生生物保護区などである。灯台はチャパキディック島のケープポーグ灯台とエドガータウン港のエドガータウン港灯台の2つがある。

## 交通

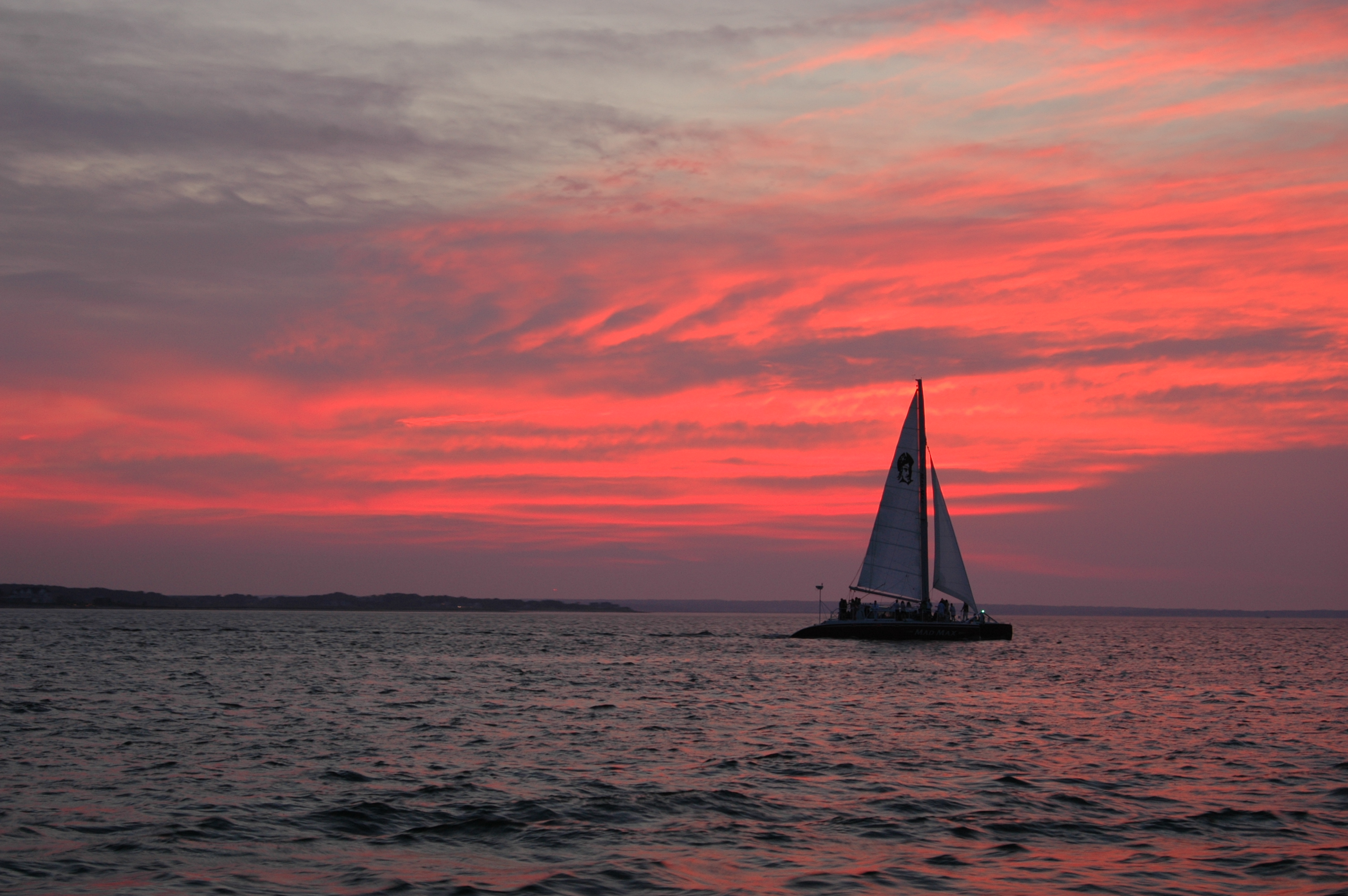
夕焼けとヨット

チャパキディック島に自動車を渡す場合は「オンタイムII」と「オンタイムIII」の2隻のフェリーボートが使われている。最初のフェリーボートである「オンタイム」は運行予定が立てられることが無く、よって「遅れ」が無かったので、この名前を付けられたという伝承がある。実のところは、フェリーの新しいオーナーとなったチャパキディック島のフォスター・B・シルバが、1948年8月1日に運行を引き継ぐまでに2週間以内でボートを建造する必要があったために命名したとされている。共にエドガータウン出身の船長サミュエル・B・ノートンと造船所職長のマヌエル・スワーツ・ロバーツの率いた仕事人集団がボートを建造し、オンタイムで進水させた。この初代「オンタイム」は1975年にフェリーとしての役割を終え、その後はヨットマンに清水を供給する艀に転換された。この艀も1990年代後半に売却された。「オンタイムII」は1969年に、「オンタイムIII」は1975年に建造され、現在はチャパキディック島のピーター・S・ウェルズとその妻サリー・T・スナイプスが所有しており、現役である。
ケープコッドのファルマス町との間には、季節により「ピエド・パイパー」というフェリーが運行される。町には飛行場が2つある。カタマ・エアパークは草原の滑走路であり、町の南部、カタマ湾とエドガータウン・グレートポンドの間にある。小さな個人用飛行機に対応している。州有林の境界沿いにマーサズ・ヴィニヤード空港があり、エドガータウンとウェストティスベリー町が共有している。この空港は本土やナンタケット島の空港から商業便が利用している。

## 人口動態

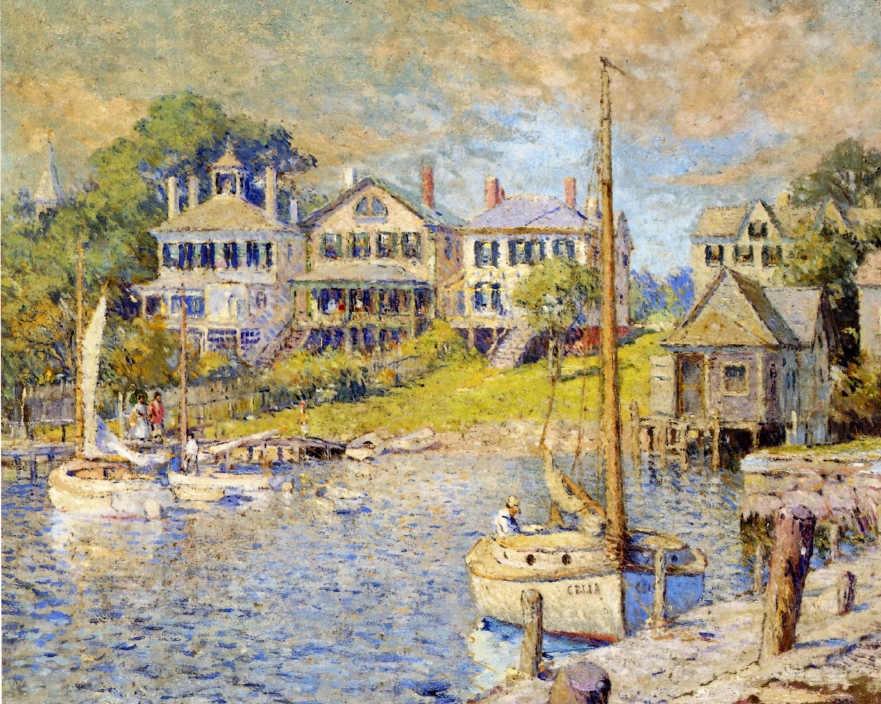
エドガータウン港

以下は2000年国勢調査による人口統計データである。
| 基礎データ - 人口: 3,779 人 - 世帯数: 1,582 世帯 - 家族数: 957 家族 - 人口密度: 54.1人/km2（140.0 人/mi2） - 住居数: 4,360 軒 - 住居密度: 62.4軒/km2（161.5 軒/mi2） 人種別人口構成 - 白人: 93.33% - アフリカン・アメリカン: 1.77% - ネイティブ・アメリカン: 0.45% - アジア人: 0.53% - 太平洋諸島系: 0.05% - その他の人種: 1.53% - 混血: 2.33% - ヒスパニック・ラテン系: 1.16% 年齢別人口構成 - 18歳未満: 22.3% - 18-24歳: 5.8% - 25-44歳: 30.9% - 45-64歳: 28.3% - 65歳以上: 12.6% - 年齢の中央値: 40歳 - 性比（女性100人あたり男性の人口） - 総人口: 102.4 - 18歳以上: 99.2 | 世帯と家族（対世帯数） - 18歳未満の子供がいる: 28.3% - 結婚・同居している夫婦: 47.7% - 未婚・離婚・死別女性が世帯主: 8.6% - 非家族世帯: 39.5% - 単身世帯: 30.1% - 65歳以上の老人1人暮らし: 10.3% - 平均構成人数 - 世帯: 2.35人 - 家族: 2.92人 収入と家計 - 収入の中央値 - 世帯: 50,407米ドル - 家族: 55,153米ドル - 性別 - 男性: 36,615米ドル - 女性: 30,205米ドル - 人口1人あたり収入: 25,740米ドル - 貧困線以下 - 対人口: 4.2% - 対家族数: 2.7% - 18歳未満: 2.5% - 65歳以上: 1.3% |

2003年、「マーサズ・ヴィニヤード・ガゼット」は島の年間を通した住人が15,000人、夏の住人は105,000人に増えると推計した。過去20年間で島の人口は増え続けてはいるが、土地の多くは未開発のままであり、風光の良い景色が残っている。夏季は、以前に6月半ばからレイバーデー（9月の第1月曜日）週末までだったものが、次第に長くなり、メモリアルデー（5月の最終月曜日）からコロンブス・デー（10月第2月曜日）までになってきている。

## 町政府

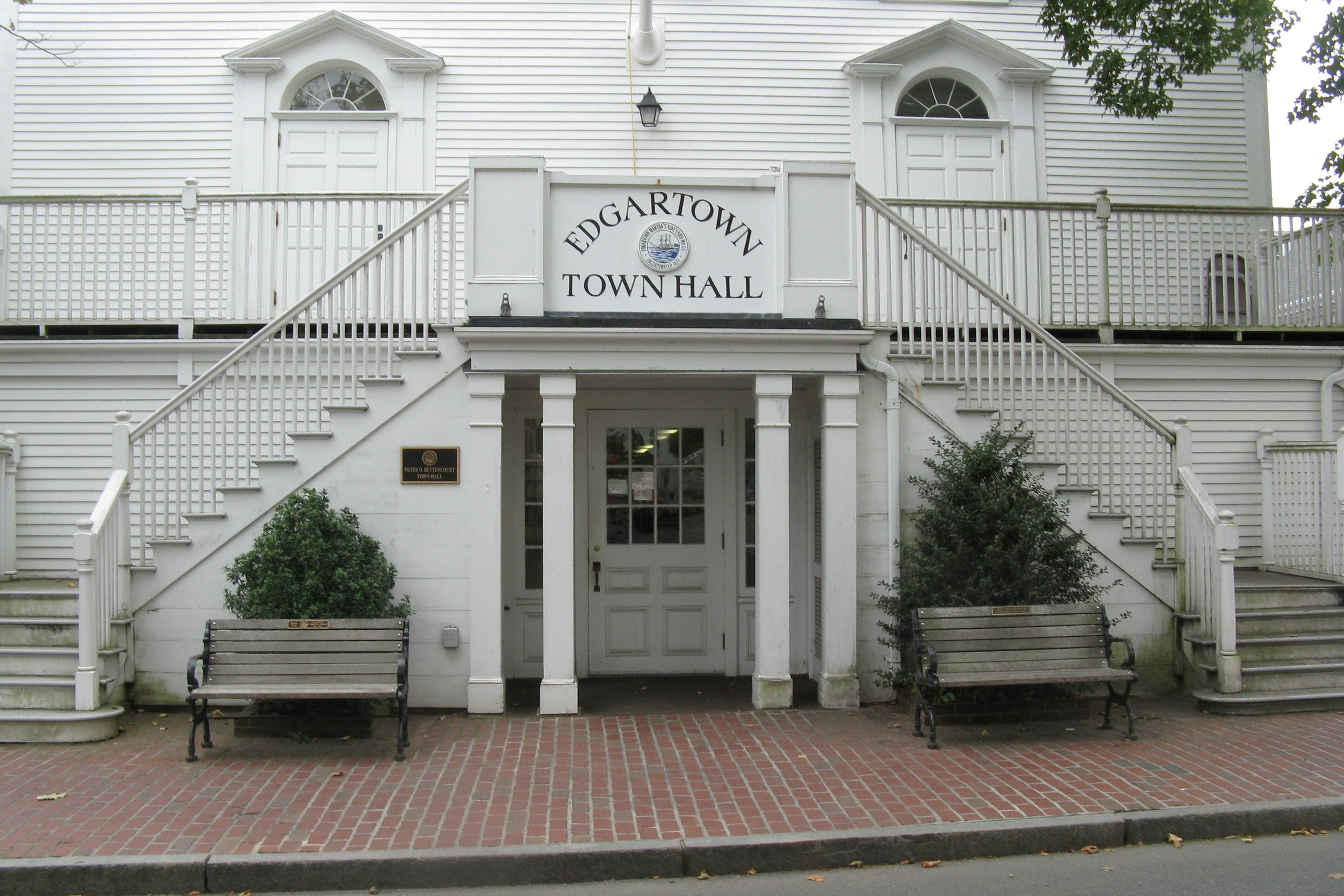
町役場

アメリカ合衆国下院議員ではマサチューセッツ州第9選挙区に属し、2014年時点では民主党員のウィリアム・R・キーティングを送り出している。上院議員はエド・マーキーとエリザベス・ウォーレンであり、いずれも民主党員である。
州議会下院ではバーンスタブル・デュークス・ナンタケット選挙区に入っている。上院ではケープと諸島選挙区に入っており、マーサズ・ヴィニヤード島、ナンタケット島、バーンスタブル郡の大半が入っている。デュークス郡は全て、マサチューセッツ州警察第5バラックDトループがパトロールしている。
エドガータウン町は公開タウンミーティング形式の政府を採用している。1人の行政官と町政委員会が率いている。町には独自の警察署と消防署があり、どちらも町の歴史ある中心の西にある。郵便局が1つあり、センゲコンタケット池の野生生物保護区のさらに西と南に位置している。町の無料公共図書館は町の中心にある。デュークス郡庁舎もあり、島では唯一の裁判所である。

## 教育
エドガータウンには独自の小学校1校が町の中心西端にある。幼稚園前から8年生約330人を教えており、卒業生は通常、オークブラフスにあるマーサズ・ヴィニヤード地域高校に進学する。